# Condado de Washington (Maryland)
El condado de Washington es un condado ubicado en el estado de Maryland.
En 2000, su población es de 131 923. Fue el primer condado de los Estados Unidos nombrado en honor de George Washington. Su sede está en Hagerstown.
El condado es parte del área metropolitana de Washington-Baltimore.

## Historia
La parte oeste de Maryland (incluyendo el actual condado de Washington) formaba parte del condado de Prince George en 1696. Ese condado incluía seis de los actuales condados.
El condado de Washington fue fundado en 1776 al dividirse el condado de Frederick, fruto de una anterior división del Condado de Prince George. El condado de Montgomery, también se creó de la división del condado de Frederick al mismo tiempo. En 1789 el condado de Washington se dividió para crear el condado de Allegany. De este se desprendería posteriormente el condado de Garrett.

## Demografía
Según el censo de 2000, el condado cuenta con 131.923 habitantes, 49.726 hogares y 34.112 familias que residentes. La densidad de población es de 111 hab/km² (288 hab/mi²). Hay 52.972 unidades habitacionales con una densidad promedio de 45 u.a./km² (116 u.a./mi²). La composición racial de la población del condado es 89,71% Blanca, 7,77% Negra o Afroamericana, 0,18% Nativa americana, 0,80% Asiática, 0,04% De las islas del Pacífico, 0,46% de Otros orígenes y 1,04% de dos o más razas. El 1,19% de la población es de origen hispano o latino cualquiera sea su raza de origen.
De los 49.726 hogares, en el 31,30% viven menores de edad, 54,00% están formados por parejas casadas que viven juntas, 10,70% son llevados por una mujer sin esposo presente y 31,40% no son familias. El 26,00% de todos los hogares están formados por una sola persona y 11,10% incluyen a una persona de más de 65 años. El promedio de habitantes por hogar es de 2,46 y el tamaño promedio de las familias es de 2,96 personas.
El 23,40% de la población del condado tiene menos de 18 años, el 8,10% tiene entre 18 y 24 años, el 31,30% tiene entre 25 y 44 años, el 23,00% tiene entre 45 y 64 años y el 14,20% tiene más de 65 años de edad. La mediana de la edad es de 37 años. Por cada 100 mujeres hay 104,50 hombres y por cada 100 mujeres de más de 18 años hay 104,00 hombres.
La renta media de un hogar del condado es de $40.617, y la renta media de una familia es de $48.962. Los hombres ganan en promedio $34.917 contra $24.524 por las mujeres. La renta per cápita en el condado es de $20.062. 9,50% de la población y 7,00% de las familias tienen entradas por debajo del nivel de pobreza. De la población total bajo el nivel de pobreza, el 12,3% son menores de 18 y el 9,5% son mayores de 65 años.

## Ciudades y pueblos
Según las leyes de Maryland, de las municipalidades de este condado una es ciudad y siete son pueblos.
- Ciudad:
  1. Hagerstown
- Pueblos:
  1. Boonsboro
  2. Clear Spring
  3. Funkstown
  4. Hancock
  5. Sharpsburg
  6. Smithsburg
  7. Williamsport
- CDP:

1. Cavetown
2. Chewsville
3. Fort Ritchie
4. Fountainhead-Orchard Hills (una combinación de las comunidades de Fountainhead y Orchard Hills reorganizadas como un CDP)
5. Halfway
6. Highfield-Cascade (combinación de las comunidades de Highfield y Cascade reorganizada como un CDP)
7. Leitersburg
8. Maugansville
9. Mount Aetna
10. Mount Lena
11. Paramount-Long Meadow (combinación de las comunidades de Paramount y Long Meadow reorganizada como un CDP)
12. Robinwood
13. Rohrersville
14. Saint James
15. San Mar
16. Wilson-Conococheague (combinación de las comunidades de Wilson y Conococheague reorganizada como un CDP).

- Áreas no incorporadas por el censo:

1. Antietam
2. Beaver Creek
3. Benevola
4. Big Pool
5. Broadfording
6. Brownsville
7. Burtner
8. Cearfoss
9. Cedar Grove
10. Dargan
11. Downsville
12. Eakles Mills
13. Fairplay
14. Fairview
15. Gapland
16. Huyett
17. Indian Springs
18. Jugtown
19. Mapleville
20. Mercersville
21. Pecktonville
22. Pen Mar
23. Pinesburg
24. Ringgold
25. Samples Manor
26. Sandy Hook
27. Spielman
28. Trego
29. Van Lear
30. Weverton
31. Woodmont